# Битка за Дамаск (2012)
Битка за Дамаск је, позната и као Операција Вулкан Дамаска, отпочела је 15. јула 2012. током грађанског рата у Сирији. Хиљаде побуњеника се у периоду од неколико месеци пре битке инфилтрирало у престоницу Сирије из подручја у непосредној близини града.
Након низа напада на званичнике Владе Сирије и заузимања више делова града Војска Сирије је извела операцију разбијања побуњеника и ослобађања града која је након три недеље резултовала победом Војске Сирије и повлачењем главнина побуњеничких снага. То је био први случај да су употребљени тенкови и хеликоптери у главном граду у коме су се водиле оштре борбе.

## Битка

### Операција Дамаски вулкан
Дана 15. јула жестоке борбе су отпочеле у неким деловима централног Дамаска и армијске јединице су отпочеле дејства против побуњеника који су, углавном, били они који су у претходним данима разбијени код града Дума. Због учесталих борби пресечен је главни пут између Дамаска и аеродрома. Побуњеници су такође вршили офанзивна дејства, напавши дистрикт Наџар ел Асвад.
Другог дана, 16. јула, жестоке борбе су се водиле у дистриктима Мидан и Тадамон, где је армија успела да опколи побуњенике и искористи тенкове у опсади. Слободна армија Сирије је заузела те дистрикте раније због чега је Војска Сирије спровела офанзивна дејства ради ослобађања истих. Док су побуњеници ова дејства називали нападом на престоницу влада је ове борбе назвала 48-о часовну операцију ослобађања престонице. Сиријска државна телевизија је извештавала о преко 80 убијених побуњеника током борби.
Сутрадан, 17. јула, пушкарања су се проширила на главну улицу а митраљеска ватра је одјекивала Саба Барат тргом. Кратак окршај се десио и близу зграде парламента Сирије. Борбе су настављене у јужним деловима Мидан и Кфар Суса и у северним Барзех и Кабун, са артиљеријском ватром сиријске армије. У исто време у дистриктима Барзех и Кабун изведена су хеликоптерска ракетирања. Касније су се та ракетирања пренела и на друге квартове захваћене борбама. Владине новинске и телевизијске агенције су објавиле да су се побуњеници повукли из Нар Ајша у Мидан дистрикт, где је борба настављена. Са Голанске Висоравни Војска Сирије је привукла појачања као помоћ одбрани престонице.
Побуњеници су тврдили да су у току дводневних борби убили око 70 војника док је влада тврдила да је око 14 побуњеничких возила уништено док је официр сиријске војске тврдио да је убијено 33 побуњеника, рањено 15 а заробљено 145 у борбама у дистрикту Кабун док је заменик шефа полиције Бригадни Генерал Иса Дуба погинуо. Побуњеници су јављали да су уништили и заробили по једно возило Војске Сирије. Опозиција је такође тврдила да је оборила армијски хеликоптер у дистрикту Кабун.
Слободна сиријска армија је објавила да је битка за ослобађање Дамаска отпочела. Побуњеници су назвали свој напад Операција Вулкан Дамаска. Касније су побуњеници објавили да су ове борбе и даље мањег интензитета, да они нису отпочели дејства већ одговорили на офанзиву снага безбедности које су сазнале за планове побуњеника. Владин министар за информисање Омран Зоаби је изјавио да су снаге безбедности напале, опколиле и избациле већи део побуњеничких снага из града док је мањи део остао у граду. Неколико видео-снимака је проциркулисало интернетом везаних за претходне борбе у Дамаску.

### Бомбашки напад у Дамаску
Дана 18. јула сиријска државна телевизија јавила је да се у штабу за Националну Безбедност догодио самоубилачки напад у коме су погинули министар одбране Дауд Рајха, као и многи високи званичници. Такође су погинули Асеф Шавкат, зет Башара ал Асада и заменик министра одбране, помоћник заменика председника генерал хасан Туркмани и Хафез Маклуф, шеф истражитеља обавештајне службе у Сирији. Шеф обавештајне службе Хишам Бекитјар је тешко рањен. Самоубица је био телохранитељ једне од жртава присутних на састанку. Опозиција је оповргавала тврдње да је у питању био бомбаш самоубица већ да су побуњеници поставили темпирану борбу и детонирали је са безбедне удаљености.
Током ноћи војна база у близини Каср Ашаба (Палате Народа), око сто метара од председничке палате, је била мета напада. Нешто раније агенција САНА је објавила да су владине снаге кренуле у дејство у дистрикту Мидан. У исто време СОХР је јавила да су дистрикти Барзех и Кабун под хеликоптерским нападом. Борбе су такође примећене у дистриктима Кфар Сусех и Нар Ајша.
Након бомбардовања Слободна сиријска армија је тврдила да су се владине трупе повукле из дистрикта Мидан али, само сат касније, телевизије су преносиле борбе у том дистрикту које нису јењавале. Побуњеници су након борби повукли своје снаге у ел Сабину. Становници дистрикта Барзех су јављали о владиним снагама на улицама истога дана док су се побуњеници повукли.
Активисти опозицији су тврдили да је командант у сиријској војсци, Мухамед ел Бардан пребегао на страну побуњеника, заједно са својим војницима, а неке новинске агенције су јављале да се 3. оклопна дивизија повлачи из неколико дистрикта Дамаска, након бомбардовања, остављајућу своје тенкове и опрему. Сиријска армија је појачала дејства интензивирањем артиљеријске ватре по квартовима захваћеним борбам, са околних висова. Посматрачка група СОХР је јављала о око 60 погинулих војника током трећег и четвртог дана борби.
Службе безбедности су дале 48 сати цивилима да напусте зоне дејства на које су се касније усресредили артиљеријском, тенковском и хеликоптерском ватром. Званичници у Дамаску су јавно објављивали да се у периоду евакуације цивила Војска Сирије суздржава од дејства али да након тога креће у опште дејство по побуњеницима.

### Контраофанзива војске
Дана 19. јула Војска Сирије је кренула у општу офанзиву у циљу избацивања побуњеника из Дамаска. Становници Дамаска су осетили артиљеријска дејства у неколико делова града, нарочито у дистриктима Мидан и Кафр Сусех. Истовремено, војска је своје пунктове померила са прилаза Мидану и Старом граду из непознатих разлога. Истовремено су побуњеници напали међународни аеродром у Дамаску минобацачима.
У исто време медији су преносили да се председник Башар ел-Асад преместио у Латакију, одакле командује борбама у Дамаску. Побуњеници су тврдили да се председник тамо налази већ неколико дана, док су се његова мајка и сестра преместиле у Тартус, након самоубилачких напада у граду. У току дана председник се појављивао на телевизији током церемоније полагања заклетве новог министра одбране.
Побуњеници у дистрикту Мезе су медијима јављали да су побуњеници преузели контролу над Миданом и Кабуном док се борбе и даље воде у Кафр Сусех и Мезе дистриктима. Тврдило се да је у дистрикту Кафр Сусех уништено неколико тенкова сиријске војске.

### Повлачење побуњеника
Дана 23. јула влада је објавила да је већина побуњеника који су учествовали у нападу на престоницу потучена. Активисти опозиције су то потврдили и објавили да су владине снаге преузеле контролу на скоро целокупном територијом престонице. Након тога дошло је до унутрашњих сукоба између команданата побуњеника пуковника Ријада Ал Асада и Касима Садедина, око саме офанзиве и отпочињања дејстава побуњеника у престоници. Опозициони активисти су тврдили да је 21. и 22. јула убијено 94 људи.